# Sergi López i Ayats
Sergi López i Ayats (Vilanova i la Geltrú, Garraf, 22 de desembre de 1965) és un actor de cinema, teatre i televisió català.

## Biografia
Es va iniciar en la interpretació en el teatre amateur (per exemple, en representacions d'Els Pastorets a la seva ciutat natal). Començaria a estudiar teatre a Barcelona però acabaria per marxar a França per estudiar interpretació a l'escola de Jacques Lecoq. En l'època d'actor teatral, va participar en diversos muntatges. Per exemple, va compartir escena amb Toni Albà en obres com ara "BRAMS" o la kumèdia dels herrors (1986), que també havien escrit i dirigit ensems. Altres obres d'aquest període són Fins al fons i, més endavant, Lisistrata (1996).
Més endavant i des de França, començaria també a fer cinema. El 1991 va decidir presentar-se a un càsting del director Manuel Poirier, que el descobriria al cinema. La seva primera pel·lícula es titulava La Petite amie d'Antonio (1992). En van seguir sis més amb Poirier i encara d'altres amb altres directors francesos. El 1997 amb Western, de Manuel Poirer, va arribar el primer èxit internacional, participació en el festival de Canes, a més de dues nominacions importants: nominació a l'Oscar per a la pel·lícula i nominació al César com a millor promesa. Més endavant, l'any 2001, va rebre el premi César al millor actor (primer no francès en rebre'l) i el premi al millor actor europeu pel seu paper a Harry, un amic que us estima.
El 1997, amb 32 anys, va filmar la primera pel·lícula en català (Caricies, de Ventura Pons). En els darrers anys ha participat en diferents produccions, en català i en castellà, però també en francès i àdhuc en anglès (Dirty Pretty Things, de Stephen Frears i amb Audrey Tautou). Per les pel·lícules Sólo mía i El laberinto del fauno ha rebut nominacions als premis Goya.
El 1999 protagonitzà Une liaison pornographique de Frédéric Fonteyne. La seva interpretació li valgué el premi Passinetti al millor actor de la Mostra de Cinema de Venècia.
El 2000 va estrenar Harry, un amic que us estima, dirigit per Dominik Moll , per la qual López va rebre el premi Cèsar i el Premi del Cinema europeu al millor actor.
L'any 2006 co-protagonitzà El laberinto del fauno, del director Gullermo del Toro, amb les també catalanes  Ariadna Gil i Ivana Baquero, pel·lícula que esdevingué un èxit internacional i rebé nombrosos guardons.
L'any 2008 va tornar als escenaris amb el monòleg Non Solum, espectacle escrit i dirigit amb el seu company d'estudis Jorge Picó.
El 2009 interpretà la pel·lícula Petit indi dirigit per Marc Recha, per la qual rebé el premi Gaudí. El mateix any estrenà Mapa dels sons de Tòquio de la directora Isabel Coixet.
El 2010 rodà la pel·lícula Pa Negre d'Agustí Villaronga, basada en la novel·la d'Emili Teixidor. Per al seva interpretació fou nominat al premi Goya.
El 2015 rodà Segon origen , dirigida per Bigas Luna i Carles Porta, adaptació de la novel·la de Manuel de Pedrolo Mecanoscrit del segon origen.. El mateix any també rodà Un día perfecte de Fernando León de Aranoa.
L'any 2017 actuà a la pel·lícula de Marc Recha La Vida lliure.
L'any 2020 actuà a la pel·lícula d'Iciar Bollain La boda de Rosa i a Rifkin's Festival del director nord-americà Woody Allen. L'any seguent actuà a la pel·lícula Mediterrani, del director Marcel Barrena, sobre al la història del socorrista i activista badaloní Òscar Camps i Open Arms.
L'any 2025 protagonitzà la pel·lícula Sirat del director gallec Óliver Laxe.
Sergi López ha mostrat sempre un compromís social amb nombroses lluites i moviments socials, des de mobilitzacions antifeixistes i antiracistes i en solidaritat amb els refugiats, fins al poble sahraui. Políticament, ha defensat la independència des de posicions d'esquerresi ha donat suport de l'esquerra independentista catalana. El novembre de 2009, Sergi López, així com un grup de persones conegudes de Vilanova i la Geltrú, va donar suport a la campanya pels referèndums sobre la independència de Catalunya. El 6 de novembre de 2012 publicà l'article «Esquerra? La CUP», amb el qual donava suport a la CUP-Alternativa d'Esquerres a les eleccions al Parlament de Catalunya de 2012, avalant la seva feina a partir de l'experiència viscuda al seu municipi -Vilanova i la Geltrú-. En les eleccions al Parlament de Catalunya de 2015, es va anunciar que Sergi López tancaria la candidatura de la Candidatura d'Unitat Popular - Crida Constituent, juntament amb el fundador d'Unió de Pagesos, Pep Riera i el futbolista Oleguer Presas.
El 2017 donà suport al Referèndum d'independència de Catalunya de l'1 d'octubre i hi participà a la seva localitat de Vilanova i la Geltrú.

## Filmografia
- 1992: La petite amie d'Antonio, de Manuel Poirier
- 1994: Ciudad Baja (Downtown Heat) de Jesús Franco
- 1994: À la campagne, de Manuel Poirier
- 1995: Attention fragile, de Manuel Poirier
- 1996: El retorn d'en Jacint, Carnaval de la Unió Vilanovina
- 1997: Toreros, la capital du monde, d'Eric Barbier
- 1997: Marion, de Manuel Poirier
- 1997: Western, de Manuel Poirier
- 1997: Carícies, de Ventura Pons
- 1998: Entre las piernas, de Manuel Gómez Pereira
- 1998: La nouvelle Ève, de Catherine Corsini
- 1999: Lisboa, d'Antonio Hernández
- 1999: Morir (o no), de Ventura Pons
- 1999: Rien à faire, de Marion Vernoux
- 1999: Arde, amor, de Raúl Veiga
- 1999: Une liaison pornographique, de Frédérique Fonteyne
- 1999: Ataque verbal, de Miguel Albaladejo
- 2000: El cielo abierto, de Miguel Albaladejo
- 2000: Harry, un amic que us estima (Harry, un ami qui vous veut du bien), de Dominik Moll
- 2001: Reines d'un jour, de Marion Vernoux
- 2001: Le lait de la tendresse humaine, de Dominique Cabrera
- 2001: Te quiero, de Manuel Poirier
- 2001: Hombres felices, de Roberto Santiago
- 2001: Sólo mía, de Javier Balaguer
- 2002: Dirty Pretty Things, de Stephen Frears
- 2002: Filles perdues, cheveux gras, de Claude Duty
- 2002: Jet lag, de Danièle Thompson
- 2002: La corba de la felicitat (Femmes... ou les enfants d'abord...), de Manuel Poirier
- 2003: Janis et John, de Samuel Benchetrit
- 2003: Rencontre avec le dragon, d'Hélène Angel
- 2003: Un petit service, d'Antoine Pereniguez
- 2004: Camins creuats (Chemins de traverse), de Manuel Poirier
- 2005: Pintar o fer l'amor (Peindre ou faire l'amour) d'Arnaud Larrieu i Jean Marie Larrieu
- 2005: Les paraules blaves (Les Mots Bleus) d'Alain Corneau
- 2006: El laberinto del fauno, de Guillermo del Toro
- 2007: La maison, de Manuel Poirier
- 2009: La régate, de Bernard Bellefroid
- 2009: Primer contacte, de Pau Escribano
- 2009: Partir, de Catherine Corsini
- 2009: Petit indi, de Marc Recha
- 2009: Els últims dies del món, d'Arnaud i Jean-Marie Larrieu
- 2009: Mapa dels sons de Tòquio, d'Isabel Coixet
- 2009: Ricky, de François Ozon
- 2010: Pa negre, d'Agustí Villaronga
- 2011: Le Moine, de Dominik Moll
- 2012: Dubaï Flamingos, de Delphine Kreuter
- 2012: Michael Kohlhaas, de Arnaud des Pallières
- 2012: Quartier libre, de Frédéric Fonteyne
- 2012: Les Turfistes, de Fabien Onteniente
- 2013: La Tendresse, de Marion Hänsel
- 2013: Ismael, de Marcelo Piñeyro
- 2015: Segon origen, de Bigas Luna i Carles Porta
- 2015: Un dia perfecte, de Fernando León de Aranoa
- 2015: Un dia perfecte per volar, de Marc Recha
- 2016: Quatretondeta, de Pol Rodríguez
- 2016: La propera pell, d'Isaki Lacuesta i Isa Campo
- 2017: La vida lliure, de Marc Recha
- 2018: Black is Beltza, de Fermin Muguruza
- 2018: Escapada, de Sarah Hirtt
- 2018: Lazzaro felice, d'Alice Rohrwacher
- 2019: El viatge de la Marta, de Neus Ballús
- 2019: 7 raons per fugir, de Gerard Quinto, Esteve Soler i David Torras
- 2019: Sòl, de Clàudia Munuera
- 2019: Vagabondes, de Philippe Dajoux
- 2019: La innocència, de Lucía Alemany
- 2019: Careta de cerdo, d'Alejandro Miñarro

## Sèries de televisió
- 2018: Si no t'hagués conegut, de Sergi Belbel
- 2019-2020: Une île, de Gaia Guasti i Aurélien Molas
- 2024: Mano de hierro, de Lluís Quílez

## Premis i nominacions
Premis Gaudí
| Any  | Categoria              | Pel·lícula                         | Director                   | Resultat | Ref.   |
| ---- | ---------------------- | ---------------------------------- | -------------------------- | -------- | ------ |
| 2010 | Millor actor secundari | Petit indi                         | Marc Recha                 | Nominat  | [ 15 ] |
| 2014 | Millor actor secundari | Ismael                             | Marcelo Piñeyro            | Nominat  | [ 16 ] |
| 2015 | Millor actor secundari | El niño                            | Daniel Monzón              | Nominat  | [ 17 ] |
| 2016 | Millor actor           | Un dia perfecte per volar          | Marc Recha                 | Nominat  | [ 18 ] |
| 2017 | Millor actor secundari | La propera pell                    | Isa Campo i Isaki Lacuesta | Nominat  | [ 19 ] |
| 2019 | Millor actor           | La vida lliure                     | Marc Recha                 | Nominat  | [ 20 ] |
| 2020 | Millor actor           | El viatge de la Marta (Staff Only) | Neus Ballús                | Nominat  | [ 21 ] |
| 2022 | Millor actor secundari | Mediterráneo                       | Marcel Barrena             | Nominat  | [ 22 ] |

Premis Goya
| Any  | Categoria              | Pel·lícula             | Director           | Resultat | Ref.   |
| ---- | ---------------------- | ---------------------- | ------------------ | -------- | ------ |
| 2002 | Millor actor           | Sólo mía               | Javier Balaguer    | Nominat  | [ 23 ] |
| 2007 | Millor actor           | El laberinto del fauno | Guillermo del Toro | Nominat  | [ 24 ] |
| 2011 | Millor actor secundari | Pa negre               | Agustí Villaronga  | Nominat  | [ 25 ] |
| 2021 | Millor actor secundari | La boda de Rosa        | Icíar Bollaín      | Nominat  | [ 26 ] |